# 长安街道 (佳木斯市)
长安街道，是中华人民共和国黑龙江省佳木斯市向阳区下辖的一个乡镇级行政单位。佳政函【2016】29号文件曾将长安街道撤销，各社区由向阳区直辖。2020年3月，佳木斯市民政局决定恢复设立长安街道。

## 行政区划
长安街道下辖以下地区：
永太社区、环路社区、育才社区、志兴社区、群英社区和永新社区。